# Равелли, Диего Джованни
Диего Джованни Равелли (итал. Diego Giovanni Ravelli; род. 1 ноября 1965, Лаццате, Италия) — ватиканский прелат и куриальный сановник. Папский обер-церемониймейстер (итал. Maestro delle Celebrazioni Liturgiche Pontificie) c 11 октября 2021. Титулярный архиепископ Реканати с 21 апреля 2023.

## Ранние годы, образование и священство
Диего Джованни Равелли родился 1 ноября 1965 года в Лаццате, Италия. Он был рукоположен в священники для Общественной духовной ассоциации священников Иисуса Распятого в 1991 году, а затем инкардинирован в епархии Веллетри-Сеньи.
В 2000 году он получил диплом по педагогической методологии на факультете педагогических наук Папского Салезианского университета в Риме. Он получил докторскую степень по священной литургии в Литургическом институте Папского атенеума Святого Ансельма в 2010 году.
Равелли присоединился к Службе папских милостей в 1998 году, а 12 октября 2003 года был назначен официалом этой службы и прослужил на этой должности до октября 2021 года. Он руководил новой ежегодной лотереей, которая собирала средства для папских благотворительных организаций путем розыгрыша подарков, полученных Папой. Он также был капелланом в духовном центре и помогал в местном приходе в Риме.

## Служба папских литургических церемоний
В то же время он работал в Службе папских литургических церемоний, где был помощником обер-церемониймейстера. 25 февраля 2006 года Папа Бенедикт XVI назначил его папским церемониймейстером, переназначил в 2011 году. 11 октября 2021 года Папа Франциск назначил его обер-церемониймейстером и руководителем Папского хора Сикстинской капеллы.
В 2012 году он опубликовал своё академическое исследование, историческое исследование празднования праздника кафедры Святого Петра в ватиканской базилике.
В декабре 2017 года его родной город Лаццате наградил его своей высшей наградой — Pila d’Oro.
После похорон Бенедикта XVI в 2023 году Франциск попросил Равелли упростить Ordo Exsequiarum Romani Pontificis, литургическую книгу для папских похорон. Это второе издание текста было одобрено Франциском в апреле 2024 года, а Равелли объявил о его публикации в ноябре того же года. После смерти Папы Франциска 21 апреля 2025 года эти изменения были введены в действие, за которыми он наблюдал, например, тело Папы было помещено в открытый гроб для публичного обозрения, а обряд констатации смерти Папы состоялся в капелле Domus Sanctae Marthae 21 апреля 2025 года.

## Архиепископ
21 апреля 2023 года Папа Франциск назначил его титулярным епископом Реканати с личным титулом архиепископа. Его епископская ординация состоялась 3 июня 2023 года в соборе Святого Петра. Богослужение возглавил кардинал Пьетро Паролин с со-консекраторами — епископом Гвидо Марини и кардиналом Конрадом Краевским.

## Конклав 2025 года
Как обер-церемониймейстер Папского двора, он участвовал в конклаве 2025 года, на котором был избран Папа Лев XIV, дав команду Extra omnes и закрыв двери Сикстинской капеллы. Равелли выступил в качестве нотариуса при принятии избрания кардинала Роберта Фрэнсиса Превоста, принявшего имя Папы Льва XIV. Он составил документ, удостоверяющий принятие избрания, с указанием папского имени. Документ был впервые опубликован на официальных страницах Службы папских литургических церемоний в социальных сетях и на сайте Vatican News.

## При Льве XIV
С началом понтификата Папы Льва XIV архиепископ Равелли проявил себя как сторонника практик своего предшественника, архиепископа Пьеро Марини. Это выражалось в отказе от расстановки вряд семи алтарных свечей и распятия в центре алтаря во время папских Месс, что было обычно практикой при монсеньоре Гвидо Марини и известно как «Бенедиктовы соглашения». Изначально Равелли располагал шесть свечей по краям алтаря и вместо центрального распятия использовал процессионный крест, стоящий сбоку от алтаря, что вызвало ряд споров о допустимости такой практики. 8 июня 2025 года, в праздник Пятидесятницы, архиепископ Диего Равелли полностью повторил традицию расположения свечей, активно использовавшуюся Пьеро Марини в период понтификата Папы Иоанна Павла II, установив по краям алтаря в общей сложности всего четыре свечи, по две с каждой стороны, и поставив алтарный крест в пол-оборота между свечами с левой стороны алтаря. Многие расценили такой шаг как окончательный отход от традиций понтификата Бенедикта XVI.

## Труды
- La solennità della cattedra di San Pietro nella Basilica Vaticana: Storia e formulario della Messa :  [итал.]. — Florence : Libreria Studio Bosazzi, 2012. — ISBN 978-8873671640. «руководство с подробной исторической составляющей»[5]